# Callixène de Rhodes

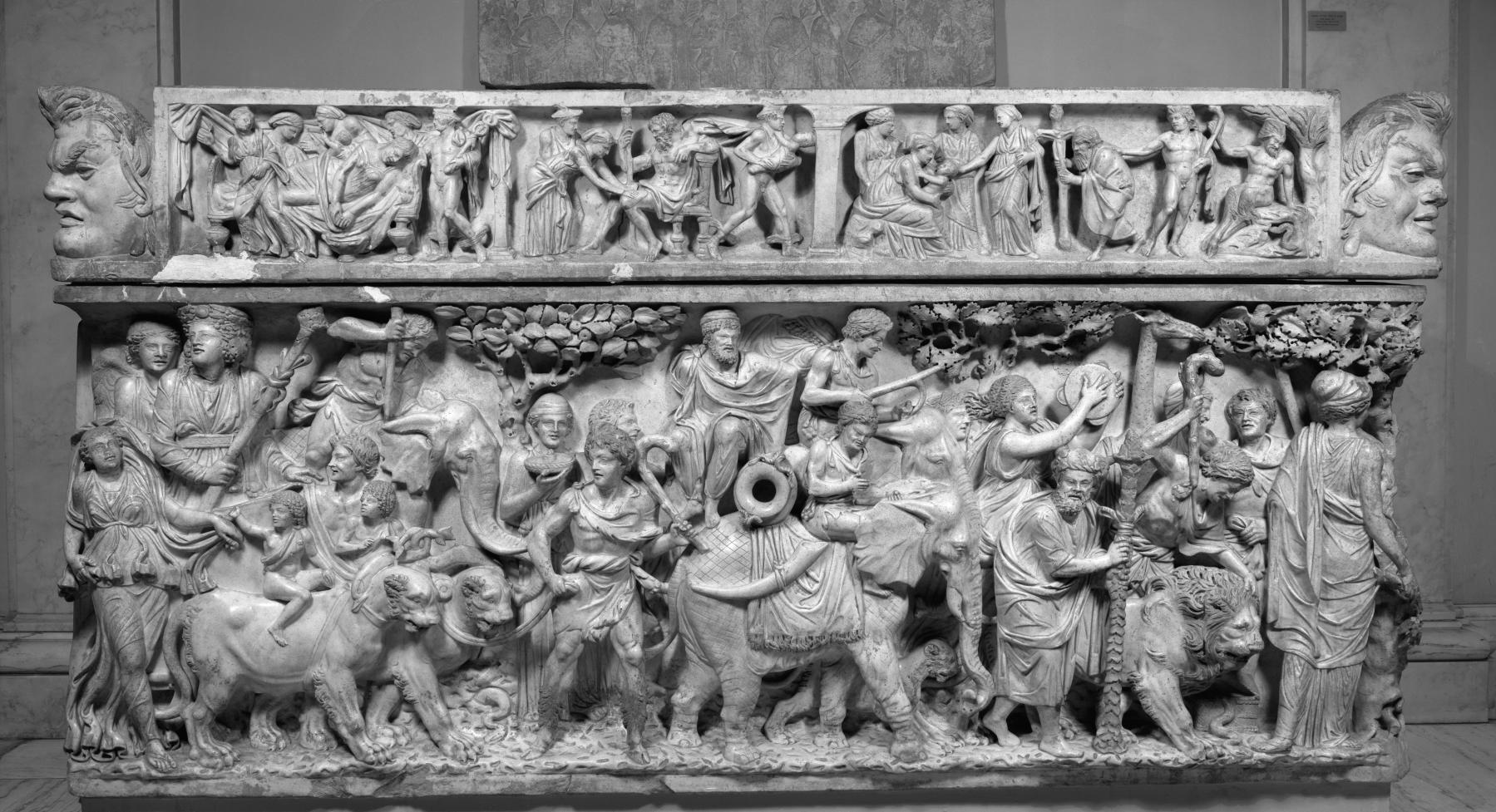
Triomphe de Dionysos; sarcophage de 190 ap. J.-C. (Égypte) au Walters Art Museum.

Callixène (en grec: Καλλίξεινος), né à Rhodes, est un poète et historiographe grec de la période hellénistique au IIIe siècle av. J.-C.

## Notice historique
Il a vécu à Alexandrie à la cour de Ptolémée II Philadelphe, dont il décrit la procession au début de son règne, jusqu'au temps de Ptolémée IV. Il est l'auteur de deux livres principaux dont il ne nous reste que des fragments cités par d'autres auteurs dont Athénée de Naucratis dans les Deipnosophistes et Pline l'Ancien. Il y dépeint notamment la vie de cour à Alexandrie et son architecture, alors au zénith de sa splendeur, ainsi que les pompes dionysaques qui faisaient partie des immenses fêtes (Ptolemaia πτολεμαια), instituées par Ptolémée II Philadelphe et données en 271-270 av. J.-C., avec sacrifices et un jour de concours (athlétique, musical et hippique) suivi de deux banquets (à l'élite et à la population), le tout pour honorer ses parents et fêter la victoire contre l'ennemi séleucide.
Le détail est retranscrit par Athénée. Ainsi Callixène s'émerveille au cirque d'Alexandrie de « vingt-quatre quadriges tirés par des éléphants, soixante biges tirés par des chèvres, douze par des antilopes, sept par des oryx, quinze par des buffles, huit par des autruches, sept par des ânes-cerfs, quatre par des onagres, et quatre quadriges tirés par des chevaux. (…) Des chameaux portaient 150 kg d’encens, 150 kg de myrrhe, 100 kg de safran, de la cannelle et d’autres épices. (…) Des Éthiopiens portaient des présents, six cents défenses d’éléphants et deux mille troncs d’ébène. (…) Puis venaient cent cinquante hommes portant des arbres auxquels on avait suspendu des cages contenant de nombreux perroquets, paons, pintades, faisans et d’autres oiseaux éthiopiens... »
Il nous donne aussi dans ses Peri Alexandreias (Περὶ Ἀλεξανδρείας) une description du thalamège de Ptolémée IV. Il fait aussi le catalogue des peintres et sculpteurs de son temps en Égypte (Ζωγράφων τε καὶ ἀνδριαντοποιῶν ἀναγραφή). Ses fragments sont réunis dans les Fragmente der griechischen Historiker, Nr 627.